# Aldersey
Aldersey est une paroisse civile du Cheshire, en Angleterre.